# Spoorlijn 161A
Spoorlijn 161A is een Belgische spoorlijn in Brussel tussen de aansluiting Jubelpark en Etterbeek. De lijn is 5,8 km lang.

## Geschiedenis
Het oudste gedeelten van de lijn tussen Brussel-Schuman en Watermaal werd aangelegd door de Belgische Staat in 1881. Sinds 2016 is de lijn verlengd tot aan de aansluiting Jubelpark op spoorlijn 26.

## Project GEN
In het kader van de Gewestelijk ExpresNet (GEN) wordt het hele traject van Schuman tot de aansluiting naar Louvain-la-Neuve viersporig. Lijn 161A afkomstig van Y Jubelpark via de Schuman-Josaphattunnel kreeg eigen perrons in Schuman. Tussen Brussel-Schuman en Etterbeek kwam een viersporig traject waar de westelijke sporen de 'expres'-sporen werden. De oostelijke sporen van lijn 161A dienen voor het lokaal verkeer, waarbij ook een nieuwe halte, Mouterij, geopend werd. Het viersporig traject tussen Schuman en Etterbeek werd in december 2015 in gebruik genomen. Daar de viersporigheid tussen Watermaal en Ottignies geëxploiteerd zal worden met de buitensporen voor het lokaal verkeer en de binnensporen voor het snelverkeer, wordt er tussen Etterbeek en Watermaal een spoortunnel gebouwd, zodat het spoorgebruik kruisingsvrij omgewisseld kan worden. Het buitenspoor voor lokaal gebruik richting Brussel (westkant ter hoogte van Watermaal) gaat zo over in het lokaal spoor richting Brussel aan de oostzijde vanaf Etterbeek. De stoptreinen vanuit Ottignies kunnen dan de Schuman-Josaphattunnel gebruiken en volledig gescheiden rijden van de Intercity treinen Namen - Brussel. De verbindingssporen van spoorlijn 26 sluiten enkel aan op lijn 161A.

## Treindiensten
De NMBS verzorgt het personenvervoer met IC-treinen.
| Serie | Treinsoort       | Route                                                                                                  | Bijzonderheden                                      |
| ----- | ---------------- | --- | --------------------------------------------------- |
| IC 17 | Intercity (NMBS) | Brussels Airport-Zaventem – Brussel-Luxemburg – Namen – Dinant                                         | Rijdt in het weekend tussen Brussel-Zuid en Dinant. |
| S 19  | GEN (NMBS)       | [ Leuven – ] Brussels Airport-Zaventem – Brussel-Luxemburg – Eigenbrakel – Nijvel – Charleroi-Centraal | Rijdt in het weekend tussen Leuven en Nijvel.       |

### Gewestelijk Expresnet
Op het traject rijdt het Gewestelijk Expresnet de volgende routes:
| Serie | Treinsoort | Route                                                                         | Bijzonderheden |
| ----- | ---------- | ----------------------------------------------------------------------------- | --- |
| S 5   | GEN (NMBS) | [ Geraardsbergen – ] Edingen – Halle – Brussel-Schuman – Vilvoorde – Mechelen | Rijdt in de spits van/naar Geraardsbergen. Rijdt in het weekend tussen Halle en Mechelen. Rijdt tijdens de vakantieperiode 1x/u enkel tussen Halle en Mechelen. |
| S 9   | GEN (NMBS) | Landen – Leuven – Brussel-Schuman – Nijvel                                    | Rijdt alleen op werkdagen. |

## Aansluitingen
In de volgende plaatsen is of was er een aansluiting op de volgende spoorlijnen:
Y Jubelpark
Spoorlijn 26 tussen Schaarbeek en Halle
Brussel-Luxemburg
Spoorlijn 160 tussen Brussel-Luxemburg en Tervuren
Spoorlijn 161 tussen Y Jubelpark en Watermaal
Etterbeek
Spoorlijn 26/2 tussen Y Watermaal en Watermaal
Spoorlijn 26/4 tussen Etterbeek en Y Boondaal
Spoorlijn 160 tussen Brussel-Luxemburg en Tervuren
Spoorlijn 161 tussen Schaarbeek en Namen